# 6181 Бобвебер
6181 Бобвебер (6181 Bobweber) — астероїд головного поясу, відкритий 6 вересня 1986 року.
Тіссеранів параметр щодо Юпітера — 3,456.